# Gerardo Olivares
Gerardo Olivares (Córdoba, 1964) es un cineasta y guionista español. Ha dirigido más de cincuenta documentales y media docena de películas. En 2007 se convirtió en el primer español en conseguir la Espiga de Oro de la Semana Internacional de Cine de Valladolid (SEMINCI) por su largometraje 14 kilómetros.

## Biografía
Viajero infatigable, Gerardo Olivares comenzó a recorrer el mundo en 1987 mientras estudiaba Ciencias de la Información en la Universidad Complutense de Madrid. Con 20 años viajó hasta el Cabo Norte, en Laponia, a lomos de una Vespa. Allí realizó su primer reportaje gráfico sobre los nómadas que habitan más allá del círculo polar ártico. De regreso a Madrid, el reportaje fue publicado en Los Aventureros, revista en la que meses más tarde entró a trabajar bajo las órdenes del periodista y escritor Enrique Meneses, a quien siempre ha considerado como su gran maestro. En 1988 recorre buena parte del Sahara con un Seat Panda, desierto que atravesaría en múltiples ocasiones. Está casado, tiene dos hijos y en la actualidad reside en Madrid. Es hijo del arquitecto Gerardo Olivares.

## Vuelta al mundo
Durante la travesía por el Sahara Olivares comenzó a madurar lo que sería su primer gran proyecto documental, La ruta de las Córdobas, un viaje desde Alaska hasta la Tierra del Fuego, siguiendo las 36 ciudades, pueblos y accidentes geográficos con el nombre de Córdoba. Durante un año y medio recorrió la espina dorsal del continente americano en tres todoterreno, y el resultado fue una serie de ocho capítulos emitida en 1992 por TVE con gran éxito de audiencia. Dos años más tarde, en 1994, circunvala también por tierra el continente africano, desde Marruecos hasta Sudáfrica, y luego hasta Egipto, para dirigir La ruta de los exploradores, en coproducción con TVE. En 1997 recorre el continente asiático, desde España hasta Singapur, en dos camiones para realizar la serie La ruta de Samarcanda, programa más visto del año 2000 en la 2 de TVE, obteniendo el premio GECA al récord de audiencia.

## Ficción
En el año 2005, y tras una dilatada carrera dirigiendo y escribiendo documentales, decide dar el salto a la ficción de la mano del productor José María Morales (Wanda Films) con La gran final, película rodada en Mongolia, el Sahara y la Amazonia brasileña. La película cosecha varios premios internacionales y es seleccionada para participar, entre otras, en el festival internacional de cine de Berlín. En el año 2006 escribe y dirige 14 kilómetros, una película sobre el drama de la inmigración africana que ha obtenido más de 15 premios internacionales, afianzándole como uno de los cineastas más comprometidos dentro del panorama del cine español. Su película de ficción Entrelobos, basada en la extraordinaria historia de Marcos Rodríguez Pantoja, ha sido una de las películas españolas más taquilleras del año 2010 con más de medio millón de espectadores en salas. En 2015 rodó en los Alpes italianos Hermanos del viento (película originalmente titulada, en fase de preproducción, El camino del águila), protagonizada por Manuel Camacho y Jean Reno. En 2016 acabó el rodaje de El faro de las orcas, con Maribel Verdú y Joaquín Furriel, historia basada en el guardafaunas Beto Bubas.
Entrelobos (2010), Hermanos del viento (2015) y El faro de las orcas (2016) son tres películas que forman una trilogía en la que el hilo conductor es la relación hombre-animal.

## Filmografía

### Documentales
- La ruta de las Córdobas (1992)
- La ruta alternativa (1993)
- La ruta de los exploradores (1994)
- La ruta de Samarkanda (1997)
- Herederos de Gengis Kan (2000)
- Fantasmas de Sulawesi (2000)
- Hijos del jaguar (2000)
- Tíbet, libertad en el exilio (2002)
- El desierto de los esqueletos (2001)
- Bajo la sombra de los Annapurnas (2003)
- Mekong, el río de los nueve dragones (2001)
- Moradores del Himalaya (1999)
- Una nube sobre Bhopal (2001)
- Herederos de la tierra (2002, miniserie)
- El hambre en el mundo explicada a mi hijo (2002)
- Caravana (2004)
- El tercer planeta (director de rodaje)
- Últimos paraísos (director de rodaje)
- Supervivientes del planeta (director de rodaje)
- Somalia, un mundo aparte (2007)
- Cazadores (2007)
- Bazares de Oriente (2007)
- Los reinos del Himalaya (director de rodaje)
- Marcos, el lobo solitario (2015)
- Dos Cataluñas (Codirector, coguionista y coproductor) Una película documental Original Netflix (Estreno 28 de sept, 2018)
- Haramain, El Tren del Desierto. 2019

### Ficciones
- La gran final (2006)
- 14 kilómetros (2007)
- Entrelobos (2010)
- Hermanos del viento (2015)
- El faro de las orcas (2016)[2]
- 4 latas (2019)